# Liên đoàn bóng chuyền quốc tế
Liên đoàn bóng chuyền quốc tế (tiếng Pháp: International Volleyball Federation - FIVB) là cơ quan điều hành quốc tế của môn bóng chuyền. Trụ sở của liên đoàn được đặt tại thành phố Lausanne, Thụy Sĩ.

## Lịch sử
FIVB được thành lập tại Paris, Pháp năm 1947. Cuối thập niên 1940, một vài liên đoàn của các quốc gia châu Âu bắt đầu đưa ra đề nghị về việc thành lập một cơ quan điều hành quốc tế cho môn bóng chuyền. Những cuộc thảo luận đầu tiên đã dẫn đến việc hình thành hội nghị tổ chức năm 1947. Mười bốn liên đoàn bóng chuyền quốc gia đại diện cho năm châu lục tham dự cuộc họp từ 18 đến 20 tháng tư. Liên đoàn sơ bộ được thành lập với ông Paul Libaud người Pháp làm chủ tịch.
Một trong những mục tiêu chính của hội nghị năm 1947 đã đạt được hai năm sau đó là thành lập sự kiện bóng chuyền quốc tế lớn đầu tiên, giải bóng chuyền World Championship. Năm 1952, một giải đấu tương tự dành cho nữ được giới thiệu.
Năm 1984, IOC ủng hộ việc đưa bóng chuyền vào danh sách các bộ môn thi đấu tại Olympic. Vào khoảng thời gian này, số liên đoàn quốc gia gia nhập FIVB đã tăng lên 89. Năm 1969, giải bóng chuyền World Cup được giới thiệu. Sự kiện này chính thức giúp bóng chuyền trở thành môn thể thao Olympic năm 1991.
Sau khi chủ tịch Libaud nghỉ hưu, ông Rubén Acosta Hernandez người Mexico được bầu làm chủ tịch liên đoàn năm 1984, FIVB cũng chuyển trụ sở từ Paris, Pháp tới Lausanne, Thụy Sĩ đồng thời đưa ra những chính sách mới nhằm tăng cường việc phổ biến bóng chuyền trên phạm vi toàn cầu. Các biện pháp được đưa ra bao gồm việc thành lập các giải đấu thường niên dành cho nam và nữ, đưa môn Bóng chuyền bãi biển trở thành môn thể thao Olympic tại Thế vận hội Mùa hè 1996 cũng như việc thay đổi một số luật lệ để đưa bóng chuyền tiếp cận hơn với khán giả.
Tính tới năm 2020, FIVB đã có 222 thành viên liên đoàn các quốc gia gia nhập.

## Các hoạt động
Hoạt động chính của FIVB là hoạch định và tổ chức các sự kiện bóng chuyền, đôi khi phối hợp với các cơ quan thể thao quốc tế như IOC. Bao gồm việc thiết lập các thủ tục vòng loại và luật lệ cho các giải đấu, cũng như việc quản lý thông tin về việc lên danh sách cầu thủ, những hạn chế về thay đổi người, quản lý sân bãi.
Dưới đây là các sự kiện chính mà FIVB tổ chức. Lưu ý: Giải đấu in nghiêng là giải đấu đã hủy bỏ.

### Bóng chuyền trong nhà

#### Nam
- Bóng chuyền tại Thế vận hội: từ năm 1964
- Giải Vô địch Bóng chuyền Nam Thế giới: từ năm 1949
- Giải Vô địch Bóng chuyền U21 Nam Thế giới: từ năm 1977
- Giải Vô địch Bóng chuyền U19 Nam Thế giới: từ năm 1989
- Giải Vô địch Bóng chuyền U17 Nam Thế giới: từ năm 2024
- Giải Bóng chuyền Nam Quốc gia (Nations League): từ năm 2018
- Giải Vô địch Bóng chuyền Các câu lạc bộ Nam Thế giới: từ năm 1989
- Cúp Bóng chuyền Nam Thế giới: 1965 - 2023
- World League: 1990 - 2017
- Cúp Liên đoàn Bóng chuyền Nam Thế giới: 1993 - 2017
- Bóng chuyền tại Đại hội Thể thao Trẻ Thế giới: 2010
- Giải Vô địch Bóng chuyền U23 Nam Thế giới: 2013 - 2017
- Cúp Thách thức Bóng chuyền Nam Thế giới: 2018 - 2024
- Vòng loại Olympics Thế giới: 2019 - 2023

#### Nữ
- Bóng chuyền tại Thế vận hội: từ năm 1964
- Giải Vô địch Bóng chuyền Nữ Thế giới: từ năm 1952
- Giải Vô địch Bóng chuyền U21 Nữ Thế giới: từ năm 1977
- Giải Vô địch Bóng chuyền U19 Nữ Thế giới: từ năm 1989
- Giải Vô địch Bóng chuyền U17 Nữ Thế giới: từ năm 2024
- Giải Bóng chuyền Nữ Quốc gia (Nations League): từ năm 2018
- Giải Vô địch Bóng chuyền Các câu lạc bộ Nữ Thế giới: từ năm 1991
- Cúp Bóng chuyền Nữ Thế giới: 1973 - 2023
- World Grand Prix: 1993 - 2017
- Cúp Liên đoàn Bóng chuyền Nữ Thế giới: 1993 - 2017
- Bóng chuyền tại Đại hội Thể thao Trẻ Thế giới: 2010
- Giải Vô địch Bóng chuyền U23 Nữ Thế giới: 2013 - 2017
- Cúp Thách thức Bóng chuyền Nữ Thế giới: 2018 - 2024
- Vòng loại Olympics Thế giới: 2019 - 2023

### Bóng chuyền Bãi biển
- Bóng chuyền Bãi biển tại Thế vận hội: từ 1996
- Giải Vô địch Bóng chuyền Bãi biển Thế giới: từ 1997
- Giải Vô địch Bóng chuyền Bãi biển U21 Thế giới: từ 2001
- Giải Vô địch Bóng chuyền Bãi biển U19 Thế giới: từ 2003
- Beach Pro Tour: Pro Tour Futures, Pro Tour Challenge, Pro Tour Elite16, Pro Tour Finals

## Tổ chức

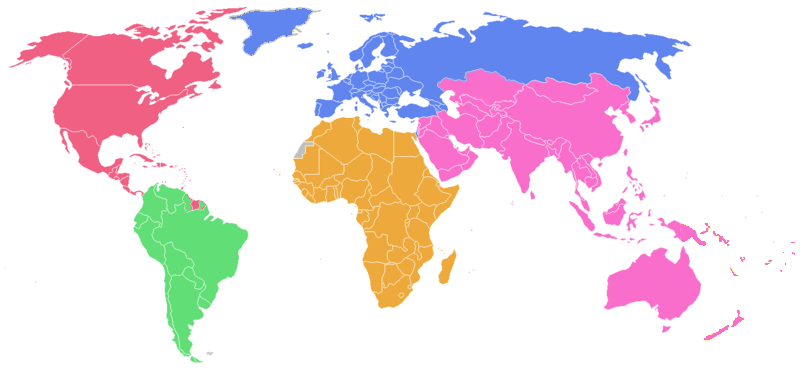
Bản đồ phân chia khu vực của năm liên đoàn trực thuộc FIVB

FIVB có một cấu trúc điều rộng và toàn diện, bao gồm Ban điều hành, Ủy ban thi hành và một số ủy ban và hội đồng giải quyết các vấn đề như y tế, trọng tài, giải đấu và tài chính.
FIVB là chủ tịch điều hành 5 liên đoàn châu lục:
- Liên đoàn bóng chuyền châu Á (AVC) ở Châu Á và Châu Đại Dương
- Liên đoàn bóng chuyền Nam Mỹ (CSV) ở Nam Mỹ
- Liên đoàn bóng chuyền châu Phi (CAVB) ở Châu Phi
- Liên đoàn bóng chuyền châu Âu (CEV) ở Châu Âu
- Liên đoàn bóng chuyền Bắc, Trung Mỹ và Caribe (NORCECA) ở Bắc Mỹ

## Chủ tịch FIVB
- Paul Libaud (1947–1984)
- Rubén Acosta (1984–2008)
- Wei Jizhong (2008–2012)
- Ary Graça (2012–2024)
- Fabio Azevedo (2024-nay)